# Бутенхајм
Бутенхајм (њем. Buttenheim) град је у њемачкој савезној држави Баварска. Једно је од 36 општинских средишта округа Бамберг. Према процјени из 2010. у граду је живјело 3.346 становника. Посједује регионалну шифру (AGS) 9471123.

## Географски и демографски подаци
Бутенхајм се налази у савезној држави Баварска у округу Бамберг. Град се налази на надморској висини од 273 метра. Површина општине износи 30,0 km². У самом граду је, према процјени из 2010. године, живјело 3.346 становника. Просјечна густина становништва износи 111 становника/km².